# 見上げればいつも青空
『見上げればいつも青空』（みあげればいつもあおぞら）は、よみうりテレビ制作の「朝の連続ドラマ」シリーズの第3作である。1987年4月6日から10月2日のまで放送された。全26週、130回。松竹芸能の製作。

## 概要
美容師・競馬評論家・エッセイストの和田絵衣子の半生を描いたドラマ。夫の浩二との出会い、夫の浮気、そして夫の食道がんによる死と様々な出来事を乗り越えながら生きていくストーリー。
ヒロインは甲斐智枝美で、原田伸郎ら関西にゆかりがある俳優が出演している。中でも上岡龍太郎扮するオカマ口調の美容師の店長役とその演技は絶品であり、東京だけではなく、全国への知名度が徐々に上がって行くきっかけになった。
浩二の浮気相手を演じた高倉美貴は原田とこのドラマの共演がきっかけで知り合い、1995年に原田と結婚した。

## キャスト
- 甲斐智枝美
- 原田伸郎
- 久保龍一
- 加茂さくら
- 大村崑
- 春やすこ
- 上岡龍太郎
- 三島ゆり子
- 林美智子
- 高倉美貴
- 宝生あやこ
- 宅麻伸
- あいはら友子
- 海原小浜
- 三浦リカ
- 佐川満男
- 円広志
- 入川保則
- 山本ゆか里
- ナレーター：浅茅陽子

## 主題歌
- 「風の港」円広志

## スタッフ
- 脚本：高村美智子
- 原作：和田絵衣子
- 音楽：渡辺岳夫
- 演出：山根治、山本和夫、荻野慶人
- 制作：よみうりテレビ、松竹芸能

| よみうりテレビ 朝の連続ドラマ | よみうりテレビ 朝の連続ドラマ | よみうりテレビ 朝の連続ドラマ |
| 前番組                        | 番組名                        | 次番組                        |
| ----------------------------- | ----------------------------- | ----------------------------- |
| 花姉妹                        | 見上げればいつも青空          | おさと                        |